# Napínaný strop
Napínaný strop je typ podhledu, který se vytváří pomocí speciální fólie a vnitřní kovové konstrukce. Kovové lišty se obvykle připevní ke stěně či ke stopu, poté je do jejich drážek připevněna a napnuta na míru vyrobená fólie olemovaná harpunem.
Napínané stropy se používají v domácnostech i komerčních prostorách. Architekti je pro jejich technické vlastnosti často umisťují do bazénů, koupelen, wellness center atp. Na fólii se nepřichytává prach a nesráží se vlhkost.